# Camp II Point
Der Camp II Point ist eine Landspitze im ostantarktischen Viktorialand. Sie ragt als Ausläufer einer vereisten Moräne an der Südflanke des Renegar-Gletschers von Osten in den Koettlitz-Gletscher.
Das New Zealand Geographic Board benannte die Landspitze 1994 so, da eine Mannschaft der New Zealand Geographical Society unter der Leitung von David Norman Bryant Skinner (* 1938) hier während einer von 1977 bis 1978 dauernden Kampagne ihr zweites Feldlager errichtete.